# Böhmischer Schneider

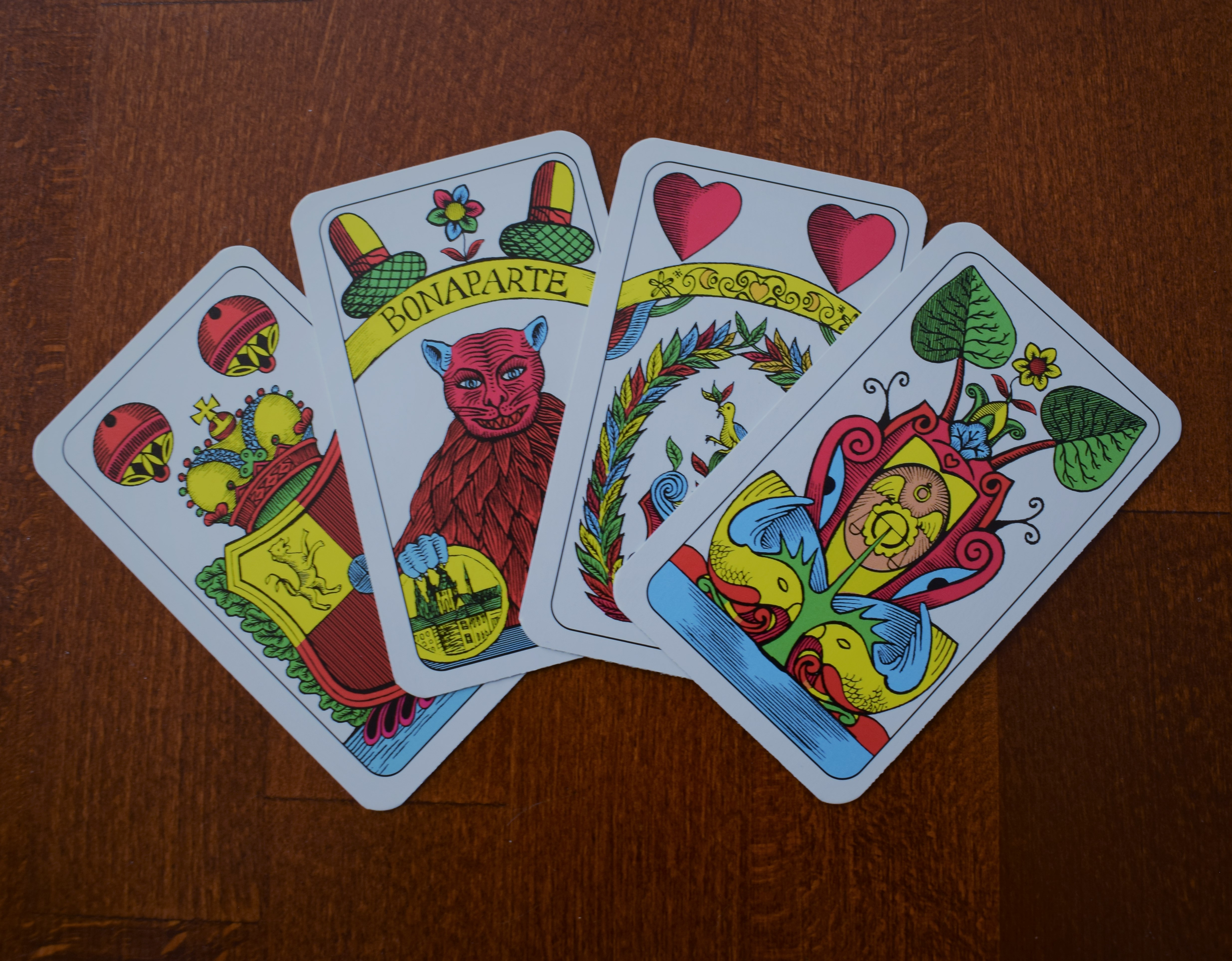
Die vier Asse einer Spielkarte böhmisches Bild (deutsches Blatt)

Böhmischer Schneider ist ein Kartenspiel für zwei Personen, das mit einem deutschen oder französischen Kartenblatt zu 32 Karten (Skatblatt) gespielt wird. Als einfaches Stichspiel wird es häufig von Kindern gespielt. Wahrscheinlich wurde es in Böhmen entwickelt und hat sich von dort über den süddeutschen Raum und Österreich verbreitet.

## Spielregeln
Böhmischer Schneider wird traditionell mit einem deutschen Kartenblatt zu 32 Karten (Skatblatt) gespielt. Alternativ kann jedoch auch ein französisches Blatt genutzt werden.

### Spielweise
Nachdem die Karten gemischt wurden erhält jeder Mitspieler jeweils sechs Karten in zwei Gängen zu je drei Karten. Die übrigen Karten werden verdeckt als Talon auf den Tisch gelegt.
Der Gegner des Kartengebers beginnt das Spiel und legt eine seiner Handkarten offen aus. Der Geber versucht nun, diese Karte zu stechen, indem er die nächste ranghöhere Karte darauf legt. Der Kartenrang ist absteigend im deutschen Blatt Daus, König, Ober und Unter bzw. im französischen Blatt As, König, Dame und Bube, danach folgen die Zahlenwerte 10, 9, 8 und 7. Es gibt keine Trumpfkarten. Gelingt es dem Spieler, kann er mit dem Stich das Spiel übernehmen, ist also in der nächsten Runde selbst Anspieler. Nach dieser Regel gibt es keine Bedienpflicht und es gibt auch keine Pflicht, ein Spiel zu übernehmen, wenn man es könnte.
Der jeweilige Gewinner bekommt den Stich, danach ziehen beide Spieler beginnend mit dem Gewinner je eine Karte vom Talon nach und danach beginnt dieser die nächste Runde. Das Spiel wird entsprechend weitergespielt, bis alle Karten verbraucht sind.

### Stichvariante
Nach einer anderen Regelvariante des Spiels kann eine Karte von jeder ranghöheren Karte gestochen werden. Hierbei muss die angespielte Farbe grundsätzlich bedient werden, es muss also eine Karte der gleichen Farbe ausgespielt werden, wenn der Spieler sie auf der Hand hat. Wenn ein Mitspieler nicht bedienen kann, muss er eine beliebige andere Karte abwerfen.

### Wertung
Nachdem alle Karten gespielt sind, werden die Stiche gewertet. Dabei werden nicht die Punkte (Augen) der Spielkarten gezählt, sondern die Anzahl der Bildkarten, zu denen in diesem Spiel Daus bzw. As, König, Ober bzw. Dame, Unter bzw. Bube und Zehn zählen. Insgesamt sind entsprechend 20 Bildkarten im Spiel. Wenn ein Spieler von diesen zwanzig Karten elf Karten gewinnen konnte, hat er einfach gewonnen. Schafft er es gar 16 der Bildkarten zu gewinnen und damit seinen Gegner Schneider zu spielen, gewinnt er zweifach, und wenn der Gegner gar keine Bildkarten (schwarz) und der Gewinner entsprechend 20 Bildkarten gewinnt, sogar dreifach.
Die Gewinne werden notiert und nach einer festgelegten Zeit oder Rundenzahl ausgewertet.

## Strategie
Da jede Karte nur von jeweils einer anderen Karte gestochen werden kann, ist es strategisch wichtig, dass sich die Mitspieler die bereits gefallenen Karten und dabei vor allem die Bildkarten merken. Das Ausspielen von Karten ist sicher, wenn die höhere und zum Stechen notwendige Karte bereits gefallen ist oder sich auf der eigenen Hand befindet. Zugleich sollten von dem Spieler in der Hinterhand nur solche Karten abgeworfen werden, die ihm keinen Stich sichern können, weil die niedrigere Karte bereits gefallen ist oder er sie selbst auf der Hand hält.
Durch den Geberwechsel nach jedem Spiel ist gewährleistet, dass der Vorteil des Ausspielenden mit jedem Spiel wechselt.

## Geschichte
Das Spiel wurde wahrscheinlich in Böhmen entwickelt und hat sich von dort über den süddeutschen Raum und Österreich verbreitet. Traditionell wird es mit einem alten deutschen Blatt gespielt.

## Belege
1. 1 2 3 4 5 6  „Böhmischer Schneider“ In: Robert E. Lembke: Das große Haus- und Familienbuch der Spiele. Lingen Verlag, Köln o. J.; S. 213.
2. ↑  Böhmischer Schneider (Memento vom 7. Juni 2018 im Internet Archive) bei kartenspiele.net
3. 1 2  Böhmischer Schneider (Memento vom 2. Juli 2018 im Internet Archive) bei allekartenspiele.de
4. ↑  Sonja Steiner-Welz: Das Buch der Spiele und Rätsel von 1880. Reinhard Welz Vermittler Verlag e.K., 2007, S. 38. (Google Books)
5. 1 2 3  „Böhmischer Schneider“ In: Erhard Gorys: Das Buch der Spiele. Manfred Pawlak Verlagsgesellschaft, Herrsching o. J.; S. 13–14.